# جی.دی چاکراوارتی
جی. دی چاکراوارتی (به انگلیسی: J. D. Chakravarthy) (زاده ۱۶ آوریل ۱۹۷۲) بازیگر و کارگردان هندی است.
از کارهای معروف او می‌توان به بازی در فیلم روزی روزگاری اشاره کرد.

## فیلم‌شناسی
فهرست برخی از فیلم‌هایی که جی.دی چاکراوارتی در آنها به ایفای نقش پرداخته است:
- روزی روزگاری
- بوسه بر روی گونه
- دروازه را ببند (کارگردان)
- علم معماری
- حقیقت
- ترسیدن ضروری است (کارگردان)
- آتش
- بازگشت روح
- صفر
- بازگشت یک شرور
- سیوا
- آنک
- پول پول، پول بیشتر (کارگردان)
- عاشقی از بمبئی